# Болховской сельсовет
Болховской сельсове́т — сельское поселение в Задонском районе Липецкой области Российской Федерации.
Административный центр — село Болховское.

## География
Сельсовет расположен находится на Среднерусской возвышенности, в южной части Липецкой области, в северо-западной части Задонского района. Граничит с территорией города Задонск, а также с Тимирязевским, Хмелинецким, Каменским, Верхнее-Казаченским и Кашарским сельсоветами Задонского муниципального района. Через территорию Болховского сельсовета проходит автотрасса федерального значения М4 «Дон».

## Население
| 2010  | 2012  | 2013  | 2014  | 2015  | 2016  | 2017  |
| ----- | ----- | ----- | ----- | ----- | ----- | ----- |
| 1558  | ↗1573 | ↗1615 | ↗1627 | ↘1622 | ↗1626 | ↗1661 |
| 2018  | 2021  |       |       |       |       |       |
| ↘1599 | ↘1583 |       |       |       |       |       |

По данным Всероссийской переписи, в 2010 году численность населения сельсовета составляла 1558 человек (710 мужчин и 848 женщин).

## Состав поселения
В состав сельского поселения входят 7 населённых пунктов:
| № | Населённый пункт | Тип населённого пункта       | Население |
| - | ---------------- | ---------------------------- | --------- |
| 1 | Апухтино         | деревня                      | 12        |
| 2 | Барымовка        | деревня                      | 12        |
| 3 | Болховское       | село, административный центр | 709       |
| 4 | Колодезная       | деревня                      | 213       |
| 5 | Ливенская        | деревня                      | 335       |
| 6 | Малое Панарино   | деревня                      | 170       |
| 7 | Миролюбовка      | деревня                      | 107       |

## Экономика
По данным 2012 года 48,3 % населения сельсовета было занято на предприятиях агропромышленного комплекса, 23,5 % — в сфере торговли и бытового обслуживания населения, 7,1 % — в сфере здравоохранения, социального обеспечения, 5,5 % — в жилищно-коммунальном хозяйстве, 3,9 % — в сфере образования, 2,5 % — в области культуры и искусства.

Количество личных подсобных хозяйств — 634. Основной отраслью сельскохозяйственного производства является растениеводство. Самыми крупными сельхозпредприятиями, осуществляющими деятельность на территории поселения, являются ОАО АПО «Аврора» и ЗАО а/ф «Высокие технологии». Ими обрабатываются 5662 га пашни, из которых — 80 % занято посевами зерновых культур и 20 % — техническими культурами. Действуют 4 КФХ.

На территории поселения функционируют 4 магазина, 1 гостиница, 6 кафе, 2 киоска и 1 павильон.

## Социальная сфера
На территории Болховского сельсовета осуществляют свою деятельность два детских сада (в селе Болховское и в деревне Ливенская), фельдшерско-акушерский пункт, центр культуры и досуга, библиотека и почтовое отделение связи.